# Dipturus falloargus
Dipturus falloargus är en rockeart som beskrevs av Last 2008. Dipturus falloargus ingår i släktet Dipturus och familjen egentliga rockor. IUCN kategoriserar arten globalt som otillräckligt studerad. Inga underarter finns listade i Catalogue of Life.